# Reinfeld
 Reinfeld város a németországi Schleswig-Holstein tartományában, Bad Oldesloe és Lübeck között.

## Szomszédos községek
- Heidekamp (észak)
- Zarpen (északkelet)
- Wesenberg (Holstein) (kelet)
- Barnitz (dél)
- Meddewade (délnyugat)
- Feldhorst (nyugat)
- Rehhorst (északnyugat)

## Turistalátványosságok

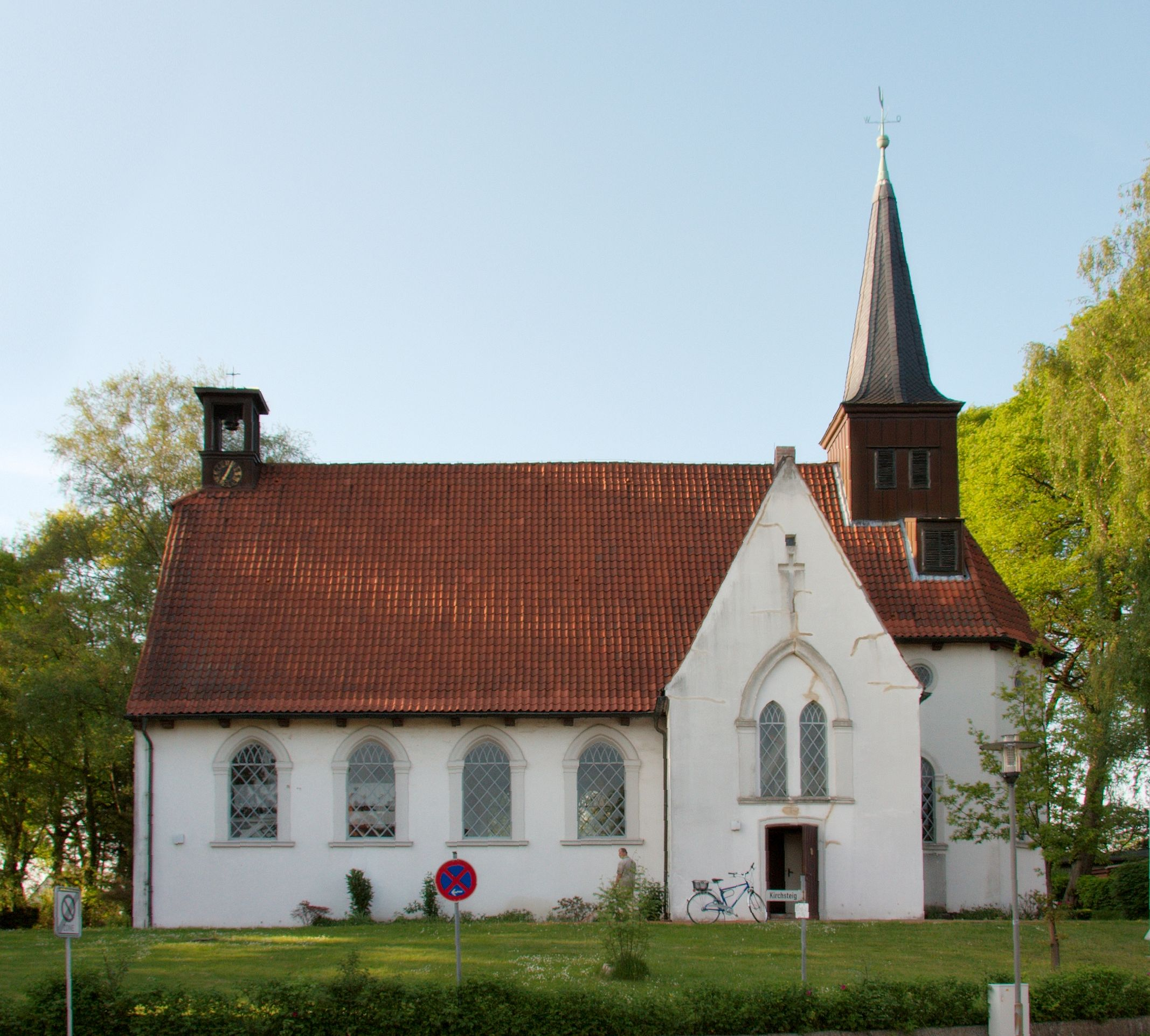
Matthias-Claudius-templom

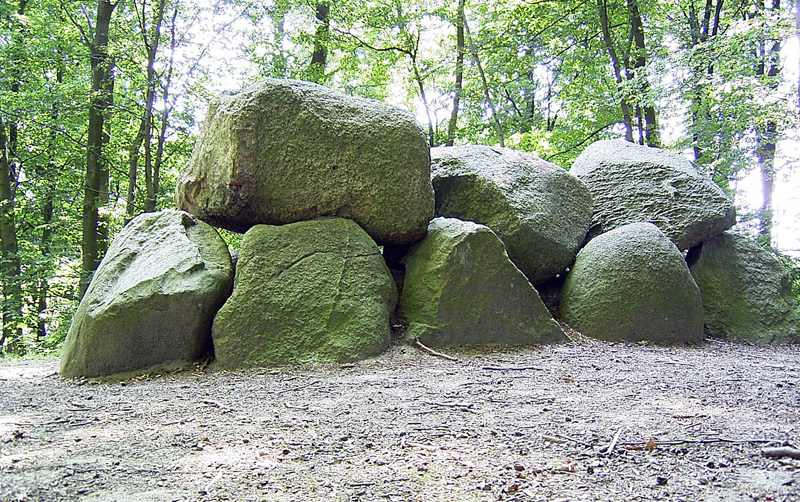
Megalitikus sír Reinsfeld mellett

- A Matthias-Claudius-templom (1636 )
- A megalitikus sírok
- Múzeumok

## Reinfeld híres szülöttei
- Matthias Claudius (* 1740; † 1815 Hamburgban), nemet író
- Ludwig Balemann (1787-1866), kieli polgármester
- Paul Freiherr von Schoenaich (* 1866 Nyugat-Poroszországban; † 1954  Reinfeldben) tábornagy és később pacifista
- Joachim Mähl író, volt 1854−1889 tanár Reinfeldben (1854−1889)
- Gerd Ehlers (* 1924; † 1988 Berlinben), német színész

## Fordítás
- Ez a szócikk részben vagy egészben  a   Reinfeld című német Wikipédia-szócikk fordításán alapul.  Az eredeti cikk szerkesztőit annak laptörténete sorolja fel. Ez a jelzés csupán a megfogalmazás eredetét és a szerzői jogokat jelzi, nem szolgál a cikkben szereplő információk forrásmegjelöléseként.